# Rhadamanthys
Rhadamanthys (latinsky Rhadamanthus) byl syn nejvyššího boha Dia a jeho milenky Európy. Jeho bratry byli krétský král Mínós a Sarpédon, který kraloval v Lykii. Rhadamanthys se oženil s Alkménou, matkou Héraklovou, poté, co zemřel její manžel, tírynthský král Amfitryón.
O jeho životě se mnoho neví, snad jen to, že nikde nevládl (Homér o něm jako o králi či vládci nemluví). Snad byl učitelem Héraklovým, byl prý spravedlivý a moudrý. Jemu se připisuje výrok, že „na ránu je správné odpovědět ranou“.
Podle pozdějších autorů zdědil po smrti nevlastního otce, krétského krále Asteria, třetinu Kréty; vydal tam zákony považované za vzor dokonalosti a zavedl institut přísahy.
Po smrti se Rhadamanthys spolu s bratrem Mínóem a statečným a rovněž spravedlivým Aiakem stal soudcem v podsvětí. Tvořili podsvětní soudní tribunál, před nějž předstupoval každý ze zesnulých. Tribunál určoval místa v Elysiu spravedlivým, nespravedlivé předávali k potrestání bohyním pomsty Erínyiím a ty zbylou většinu těch, kteří nebyli ani dobří ani zlí, ponechávaly v podsvětí jako stíny bez těla. Nejtěžší provinilci končili v Tartaru.